# Вячеслав Иванов
Вячеслав Иванович Иванов (1866 – 1949) е руски поет, драматург, символист и теоретик на символизма.
Остава в историята на руската литература като най-главния теоретик на символизма.

## Творчество

### Поезия
- „Прозрачност“ (1904)
- „Cor ardens“ (1911 – 1912)
- „Нежна тайна“ (1912)

### Трагедии
- „Тантал“ (1905)
- Прометей (1919)

### Критика
- „По звездите“ (1909)
- „Родно и вселенско“ (1917)